# Christel Humme
Christel Humme, geb. Hahn (* 25. November 1949 in Herten), ist eine deutsche Politikerin (SPD).

## Leben und Beruf
Nach dem Abitur 1969 in Marl begann Christel Humme 1970 ein Studium der Wirtschaftswissenschaften an der Ruhr-Universität Bochum, welches sie 1974 als Diplom-Ökonomin beendete. Anschließend absolvierte sie bis 1976 ein Referendariat an einer Berufsschule in Witten. Anschließend war sie als Lehrerin an den Kaufmännischen Berufsschulen in Herne tätig. Von 1977 bis 1979 absolvierte sie außerdem ein Zusatzstudium für Englisch an der Ruhr-Universität Bochum. 1987 wechselte sie an die Holzkamp-Gesamtschule in Witten, an der sie bis 1998 tätig war.
Christel Humme hat zwei Töchter, ist geschieden und lebt in Witten.

## Partei
Sie ist seit 1969 Mitglied der SPD und gehört seit 1998 dem Vorstand des SPD-Unterbezirks Ennepe-Ruhr an.

## Abgeordnete
Von 1994 bis 1998 gehörte Christel Humme dem Stadtrat von Witten an.
Von 1998 bis 2013 war sie Mitglied des Deutschen Bundestages. Hier war sie von März 2001 bis November 2007 Sprecherin der Fraktionsarbeitsgruppe Familie, Senioren, Frauen und Jugend. Vom 26. November 2007 bis zum 22. Oktober 2009 war sie stellvertretende Vorsitzende der SPD-Bundestagsfraktion für die Bereiche Familie, Senioren, Frauen, Jugend, Bildung und Forschung. Bereits seit März 2001 gehörte sie dem SPD-Fraktionsvorstand an.
Sie war von 2007 bis 2009 stellvertretende Vorsitzende der SPD-Bundestagsfraktion. Vom 25. November 2009 bis zum Ende der 17. Wahlperiode war sie stellvertretende Vorsitzende des Ausschusses für Familie, Senioren, Frauen und Jugend des Deutschen Bundestages sowie Sprecherin der SPD-Arbeitsgruppe Gleichstellungspolitik.
Christel Humme ist stets als direkt gewählte Abgeordnete des Wahlkreises Bochum II – Ennepe-Ruhr-Kreis II beziehungsweise seit 2002 des Wahlkreises Ennepe-Ruhr-Kreis II in den Bundestag eingezogen. Bei der Bundestagswahl 2005 erreichte sie hier 52,4 % der Erststimmen. Bei der Bundestagswahl 2009 konnte Christel Humme mit 40,9 % der Erststimmen den Ennepe-Ruhr-Kreis II erneut als direkt gewählte Abgeordnete für die SPD gewinnen.
Bei der Bundestagswahl 2013 trat Christel Humme nicht erneut als Kandidatin an. Ihr Nachfolger wurde Ralf Kapschack.

## Mitgliedschaften
Humme war Mitglied der Europa-Union Parlamentariergruppe Deutscher Bundestag.